# ریچارد لانکرین
ریچارد لانکرین (انگلیسی: Richard Loncraine؛ زادهٔ ۲۰ اکتبر ۱۹۴۶) کارگردان اهل بریتانیا است. وی از سال ۱۹۷۴ میلادی تاکنون مشغول فعالیت بوده‌است. وی همچنین برنده جوایزی همچون جایزه امی ساعات پربیننده شده است.

## فیلم‌شناسی

### سینمایی
- ریچارد سوم (۱۹۹۵)
- ویمبلدون (۲۰۰۴)

### تلویزیونی
- دسته برادران (۲۰۰۱)